# 1998 في أستراليا
فيما يلي قوائم الأحداث التي وقعت خلال عام 1998 في أستراليا.

## سياسة

### تعيين في المنصب
- 3 أكتوبر – جولي إيزابيل بيشوب عضو مجلس النواب الأسترالي.
- 3 أكتوبر – جوليا غيلارد عضو مجلس النواب الأسترالي.
- 3 أكتوبر – كيفن رود عضو مجلس النواب الأسترالي.
- 3 أكتوبر – مال واشر عضو مجلس النواب الأسترالي.
- 21 أكتوبر – توني أبوت وزير التوظيف وعلاقات العمل [الإنجليزية]‏.
- 21 أكتوبر – مارك فيل وزير الزراعة والموارد المائية [الإنجليزية]‏.

### انتهاء فترة المنصب
- 29 أغسطس – لارا جيدينجز عضو مجلس النواب تسمانيا من الجمعية.
- 21 أكتوبر – مارك فيل Minister for Infrastructure, Transport, Regional Development and Local Government [الإنجليزية]‏.

## رياضة
- 8 مارس – جائزة أستراليا الكبرى 1998 الفائز ميكا هاكينن.

## أفلام
من الأفلام التي صدرت هذه السنة في أستراليا:
- 31 ديسمبر – أوسكار و لوسيندا من إخراج جيليان آرمسترونغ.

## موسيقى

### أغاني
من الأغاني التي صدرت هذه السنة في أستراليا:
- 1 فبراير – بريذ من غناء كايلي مينوغ.
- 1 أغسطس – كاوبوي ستايل من غناء كايلي مينوغ.

## مواليد

### فبراير
- 24 فبراير – ريمي غاردنر متسابق دراجات نارية أسترالي.

### أبريل
- 30 أبريل – أوليفيا ديجونج ممثلة أسترالية.

### يوليو
- 24 يوليو – بيندي إروين ممثلة أسترالية.

## وفيات

### يونيو
- 6 يونيو – لوي بيكرتون (مواليد 1902) لاعبة كرة مضرب أسترالية.